# Jour de chasse
Pour plus de détails, voir Fiche technique et Distribution.
Jour de chasse est un film québécois réalisé par Annick Blanc sorti en 2024 et mettant en vedette Nahéma Ricci.
Il s'agit du premier long métrage de la réalisatrice Annick Blanc.

## Synopsis
Nina, une jeune femme au caractère bien trempé, se retrouve dans un chalet isolé dans le Grand Nord avec un groupe de chasseurs. Elle réussit à s'intégrer dans cet univers masculin et de se sentir membre de la meute. Cependant, l'arrivée d'un étranger mystérieux vient bouleverser l'équilibre du groupe.

## Fiche technique
Source : IMDb et site officiel
- Titre original : Jour de chasse
- Réalisation et scénario : Annick Blanc
- Musique : Peter Venne
- Direction artistique : Suzel D. Smith
- Costumes : Mélanie Garcia
- Maquillage : Léonie Lévesque-Robert
- Coiffure : Caroline Laprade
- Photographie : Vincent Gonneville (en)
- Son : Laurent Ouellette, Samuel Gagnon-Thibodeau, Luc Boudrias
- Montage : Amélie Labrèche
- Production : Annick Blanc et Maria Gracia Turgeon
- Société de production : Midi La Nuit
- Sociétés de distribution : Maison 4:3
- Pays de production :  Canada
- Langue originale : français
- Format : couleur
- Genre : film à énigme, thriller
- Durée : 80 minutes
- Dates de sortie :
  - États-Unis : 9 mars 2024 (première lors de la 37e édition du festival de cinéma South by Southwest)[2]
  - Canada : 1er août 2024 (première québécoise lors de la 28e édition du festival FanTasia à Montréal)
  - Canada : 16 août 2024 (sortie en salle au Québec)
- Classification :
  - Québec : 13 ans et plus[3]

## Distribution
- Nahéma Ricci : Nina
- Bruno Marcil : Bernard
- Frédéric Millaire Zouvi : Kevin
- Marc Beaupré : Philippe
- Alexandre Landry : LP
- Maxime Genois : Claude
- Noubi Ndiaye : Doudos